# Antony Hermus
Antony Hermus (Oosterhout, 1973) is een Nederlandse dirigent.

## Muzikale loopbaan
Antony Hermus begon op 6-jarige leeftijd met pianospelen, en was lid van het jeugdkoor “de Oosterhoutse Nachtegalen”, waarvan hij op 13-jarige leeftijd vaste begeleider werd. Na zijn middelbareschooltijd op het Sint-Oelbertgymnasium studeerde hij bestuurlijke informatiekunde aan Tilburg University, en parallel daartoe aan het Brabants Conservatorium in Tilburg piano bij Jacques de Tiège en orkestdirectie bij Jac van Steen en Georg Fritzsch.
In 1998 kwam hij aan het Theater Hagen als stagiair. Na functies te hebben vervuld als Korrepetitor, Studienleiter en Kapellmeister, werd hij in 2003 benoemd tot Generalmusikdirektor der Stadt Hagen. Hij bekleedde deze functie tot 2008. In 2009 werd hij Generalmusikdirektor des Anhaltischen Theaters Dessau en chef-dirigent van de Anhaltische Philharmonie Dessau. Daar leidde hij tussen 2012 en 2015 uitvoeringen van Wagners Tetralogie Der Ring des Nibelungen in de regie van André Bücker. In 2015 werd het gehele werk in twee cycli uitgevoerd, in mei tijdens het Internationale Richard Wagner Congress 2015. Naast werken uit het standaardrepertoire dirigeerde Antony Hermus ook vele bijzondere werken, zoals Königskinder van Engelbert Humperdinck en Kleider machen Leute van Zemlinsky. Ook dirigeerde hij eigentijdse stukken als Where the Wild Things Are van Oliver Knussen, de wereldpremière van een nieuwe versie van Moritz Eggerts “Helle Nächte”, en de Duitse première van Dead man walking van Jake Heggie. Hij verlengde zijn contract na 2015 niet, maar bij zijn afscheid van Dessau werd hij benoemd tot eredirigent van de Anhaltische Philharmonie.
Ook het Noord Nederlands Orkest, waarvan hij van 2015 tot maart 2024 vaste gastdirigent was, benoemde hem bij zijn afscheid tot eredirigent. Hij is artistiek adviseur van het Nationaal Jeugdorkest. Hij dirigeerde opera aan de Komische Oper Berlin, Opéra National de Paris, Opéra National du Rhin, Göteborgsoperan, Nederlandse Reisopera, Opera North en Staatstheater Stuttgart. Verder dirigeerde hij onder andere de Bamberger Sinfoniker, het MDR-Orchester Leipzig, Philharmonia Orchestra London, Koninklijk Concertgebouworkest, Rotterdam Philharmonisch Orkest, Radio Filharmonisch Orkest, Residentieorkest, Danish National Symphony Orchestra, BBC Philharmonic, Melbourne Symphony, Seoul Philharmonic, Stockholm Radio Orchestra, Helsinki Philharmonic en orkesten in Duitsland, Frankrijk, Zweden en Ierland.
In juli 2021 werd Hermus' benoeming bekendgemaakt tot chef-dirigent van het Belgian National Orchestra te Brussel met een contract voor vier jaar, te beginnen met het seizoen 2022-2023.